# The Terminator (DOS)
The Terminator es un videojuego de acción-aventura de 1991 basado en la película del mismo nombre de 1984. Fue el primer juego basado en la franquicia Terminator.

## Jugabilidad

Apuntando a un oficial de policía

Ambientado en 1984, el jugador asume el papel de Kyle Reese y protege a Sarah Connor del cyborg enviado al pasado para matarla. Alternativamente, el jugador puede convertirse en Terminator y eliminar a Kyle y Sarah. De cualquier manera, el jugador persigue a su oponente. a través de Los Ángeles, comprando o robando armas y equipo, mientras intentaba eliminar a su enemigo y evitar a la policía. El juego tiene lugar dentro de una enorme área renderizada en 3-D del centro de Los Ángeles (aproximadamente 10 × 6 millas o 16 × 10 kilómetros). El área de juego se extiende aproximadamente desde Beverly Drive hasta Central Ave (a lo largo), y desde Mulholland Drive hasta National Blvd (verticalmente). Se incluye un mapa del juego en el cuadro como referencia .Aunque los edificios y su ubicación dentro del mundo son genéricos, y se han eliminado las carreteras/pasos a desnivel, las calles y su trazado son en gran parte precisos. El juego también incluye algunos puntos de referencia, como Dodger Stadium, Griffith Park y el embalse de Silver Lake.

## Desarrollo y lanzamiento
The Terminator es juego de acción-aventura para DOS basado en la primera película. En septiembre de 1990, Bethesda Softworks anunció un acuerdo con Hemdale Film Corporation para crear videojuegos basados en "The Terminator". Bethesda Softworks desarrolló y publicó el juego en 1991. Fue el primer juego con licencia oficial basado en Terminator. Se utilizaron voces digitalizadas para los créditos iniciales del juego y la pantalla de victoria. Según los créditos finales del juego.
Este juego fue escrito en un 100% ensamblado y ocupa más de 35,000 líneas. El juego contiene aproximadamente 20,000 objetos 3D. Fue desarrollado usando Turbo Assembler y Turbo Debugger con toda la depuración realizada de forma remota. creado en una variedad de 286 y 386 computadoras. Todos los gráficos fueron creados en IBM y Amigas usando DPIII y DA. Se crearon más de 700 cuadros de animaciones. La compresión en modo delta produjo una proporción de 100 a 1.
El juego fue lanzado en julio de 1991, coincidiendo con el estreno en cines de la película "Terminator 2: Judgment Day".

## Recepción
Todd Threadgill de Computer Gaming World escribió que el juego hizo un trabajo "excelente" al capturar el "espíritu" de la película original. También escribió que la película siempre había parecido un "material perfecto" en el que basar un juego de computadora, y que, "Uno solo puede preguntarse porqué los diseñadores esperaron tanto para producir un juego basado en Terminator, pero los jugadores deberían estar agradecidos de que la espera haya terminado. Jeane Decoster y David Crook de "Los Angeles Times" lo calificaron con tres estrellas de cinco. The Age elogió las secuencias del título del juego y el tema musical de Terminator. Guido Alt de Aktueller Software Markt criticó los gráficos y los controles y calificó el juego con un 5 de 12.